# هوندا سي بي 450 إس سي
هوندا سي بي 450 إس سي(بالإنجليزية: Honda CB450SC)‏ هي دراجة نارية من تصنيع هوندا.